# Matteo Salvi
Matteo Salvi (Botta di Sedrina, 24 novembre 1816 – Rieti, 18 ottobre 1887) è stato un compositore e regista teatrale italiano.

## Biografia
Nato in provincia di Bergamo, fu allievo di Gaetano Donizetti.
È famoso soprattutto per aver completato la musica dell'opera incompleta di Donizetti Il duca d'Alba, eseguita in pubblico nel 1882, 34 anni dopo la morte di Donizetti. Salvi è considerato l'autore dell'aria tenorile "Angelo casto e bel" di tale opera, anche se fu aiutato nella ricostruzione della musica di Donizetti da altri compositori, tra cui Amilcare Ponchielli.

## Opere principali
- Messa a voci sole con accompagnamento d'organo
- Cantata per soli e coro con orchestra: la gloria e la musica apoteosi di Mayr
- Messa votiva per soli, coro e orchestra

### Opere Liriche
- La prima donna 1843; libretto di Carlo Guaita.
- Lara, Teatro alla Scala, 1843; libretto di Leopoldo Tarantini dedicata a Johann Simon Mayr.
- I Burgravi 1845; libretto di Giacomo Sacchèro.
- Caterina Howard 1847; libretto di Giorgio Giachetti.